# Ermenonville
Ermenonville é uma comuna francesa na região administrativa de Altos da França, no departamento de Oise. Estende-se por uma área de 16,49 km². Em 2010 a comuna tinha 1 025 habitantes (densidade: 62,2 hab./km²).

## História
Em 1974, o voo Turkish Airlines 981 caiu na Floresta de Ermenonville em Fontaine-Chaalis, Oise, perto de Ermenonville.
Três vereadores morreram em 1 de junho de 2009 quando o voo 447 da Air France caiu no Atlântico.

## Park
O jardim de Ermenonville foi um dos primeiros e melhores exemplos do jardim paisagístico francês. O jardim de Ermenonville foi planejado a partir de 1762 pelo marquês René Louis de Girardin, amigo e último patrono de Jean-Jacques Rousseau. O plano diretor de Girardin inspirou-se nos romances de Rousseau e na filosofia da nobreza da natureza.
O túmulo de Rousseau está proeminentemente situado na ilha artificial no lago de Ermenonville. Nota-se que Hubert Robert foi o arquiteto. Concluído em 1778 com cuidado e artesanato, o jardim passou a assemelhar-se a um ambiente natural, quase um deserto, parecendo intocado por qualquer intervenção humana. Girardin admirava o trabalho de William Shenstone em The Leasowes e fez uma ferme ornée (fazenda decorativa) em Ermenonville. Uma imitação da ilha de Rousseau está em Dessau-Wörlitz Garden Realm, Alemanha.
O jardim em Ermenonville foi descrito pelo filho de Girardin em 1811 em um elegante livro turístico com placas de aquatint que revelam o amor de Girardin por diversas vistas que capturam efeitos paisagísticos pictóricos. Realçando o clima elegíaco dessas vistas estavam os altares e monumentos, o "Templo Rústico" e outros detalhes destinados a evocar a Julie de Rousseau, ou la nouvelle Héloïse.
Perto está a "cabana" de Rousseau no isolado désert de Ermenonville.
Napoleão Bonaparte visitou Ermenonville, onde comentou com Girardin que poderia ter sido melhor para a paz francesa se nem ele nem Rousseau tivessem nascido. Girardin recontou essa história várias vezes após o fato.